# Fer Corb
Fer Corb (chartier), fils de Mog Corb, est selon les légendes médiévales et la tradition pseudo-historique irlandaise un Ard ri Erenn.

## Règne
Fer Corb parvient au pouvoir après avoir tué en Ulster son prédécesseur Irereo qui était également le meurtrier de son père. Il règne pendant 11 ans avant d'être tue par Connla Cáem le fils d'Irereo. Sa dynastie retrouvera le trône avec son fils Adamair.
Le Lebor Gabála Érenn synchronise son règne avec celui de Ptolémée IV Philopator en Égypte Ptolémaïque (221-205 av . J.-C.). La chronologie de Geoffrey Keating Foras Feasa ar Éirinn attribue à son règne les dates de 330 à 319 av. J.-C. et les Annales des quatre maîtres de 474 à 463 av. J.-C.

## Source
- (en) Cet article est partiellement ou en totalité issu de l’article de Wikipédia en anglais intitulé « Fer Corb » (voir la liste des auteurs), édition du 31 mars 2012.